# 1377 w polityce

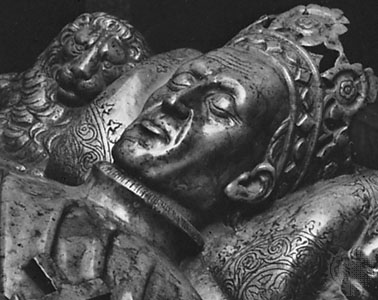
Nagrobek Władysława Jagiełły

Wydarzenia polityczne w 1377 roku.

## Wydarzenia
- Jogaila (późniejszy król Polski Władysław II Jagiełło) zostaje wielkim księciem Litwy[1].

## Urodzili się
- Ernest Żelazny, austriacki arcyksiążę[2].

## Zmarli
- Olgierd Giedyminowic, wielki książę Litwy[3].